# Alicia Fox
Victoria Elizabeth Crawford (* 30. Juni 1986 in Ponte Vedra Beach, Florida, USA), besser bekannt unter ihrem Ringnamen Alicia Fox, ist ein US-amerikanisches Model und ehemalige Wrestlerin. Von Juli 2006 bis Oktober 2019 stand sie bei der WWE unter Vertrag. Der größte Erfolg ihrer Wrestling-Karriere war der Erhalt der WWE Divas Championship.
Zuvor arbeitete Alicia Fox unter ihrem Geburtsnamen Victoria Crawford als Model. John Laurinaitis entdeckte sie in einem Katalog und vermittelte sie an die WWE.

## Wrestling-Karriere

### World Wrestling Entertainment (seit 2006)
Im Jahr 2006 unterschrieb Crawford einen Entwicklungsvertrag mit World Wrestling Entertainment (WWE). Sie wurde zunächst in der Aufbauliga Ohio Valley Wrestling (OVW) eingesetzt und debütierte am 1. Juli 2006 als Special Guest Referee in einem Match zwischen Shelly Martínez und ODB. Ihr eigentliches Ringdebüt gab Crawford am 6. September 2006 als Tori. Am 20. Oktober gewann sie die OVW Women’s Championship, doch diese Regentschaft wurde nicht offiziell anerkannt, weshalb sie den Titel am nächsten Tag an Beth Phoenix abgeben musste.
Nach der Trennung von WWE und OVW wechselte Crawford zur neuen Aufbauliga Florida Championship Wrestling (FCW), wo sie am 25. September 2007 ihren ersten Auftritt hatte.
Am 13. Juni 2008 debütierte sie bei SmackDown in einem Backstage-Segment mit Vickie Guerrero, in welchem sie als Wedding Planner von Vickie Guerrero und Edge auftrat. Nach einigen Matches bei RAW wechselte Crawford am 15. April 2009 ins SmackDown-Roster. Bei SmackDown bildete sie ein Tag Team mit Michelle McCool, wurde am 29. Juni 2009 aber wieder zu RAW geschickt.
Beim Pay-per-View Fatal 4-Way, am 20. Juni 2010, gewann Fox die WWE Divas Championship und wurde dadurch die erste afro-amerikanische Wrestlerin, die diesen Titel halten durfte. Beim SummerSlam am 15. August 2010 gab Crawford den Titel an Melina ab.
Am 31. August 2010 wurde Crawford Trainerin der Rookie Diva Maxine in der dritten Staffel von NXT. Beim WWE Draft vom 26. April 2011 wurde sie wieder ein Teil des SmackDown-Rosters. 2012 fehdete sie gegen Natalya und Beth Phoenix. Beim Royal Rumble 2012 verlor sie gemeinsam mit Kelly Kelly, Eve Torres und Tamina Snuka gegen Natalya, Beth Phoenix, Nikki und Brie Bella. Ende 2012 und bis Mitte 2013 wurde sie nur sporadisch bei den Shows eingesetzt. Mitte 2013 nahm sie am Turnier um die NXT Women’s Championship teil. Dabei eliminierte sie in der ersten Runde Bayley, im Halbfinale verlor sie gegen Paige. Im September 2013 verbündete sie sich mit WWE Divas Champion AJ Lee und trat in mehreren Tag Team-Matches gegen den Rest des Total Divas-Cast an.
Im März 2014 bildete sie mit Aksana das Team Foxana. Sie fehdete anschließend mit Paige um die WWE Divas Championship, was am 1. Juni 2014 bei der WWE Großveranstaltung WWE Payback in einem Titelmatch resultierte. Dieses Match verlor sie jedoch gegen Paige. In der WWE Raw-Ausgabe von 9. Juni 2014 verlor sie erneut gegen Paige und trennte sich anschließend von Aksana.
Seit 2015 bildet sie gemeinsam mit den Schwestern Nikki und Brie Bella das Stable Team Bella. Sie trat vor allem als Partnerin von Brie Bella auf während Nikki Bella verletzt war und fehdete mit Team PCB (Paige, Charlotte und Becky Lynch) und Team B.A.D. (Naomi, Tamina, Sasha Banks). Am 14. März 2016 verlor Team Bella gegen Team B.A.D. und das Stable wurde aufgelöst. Anschließend kam es zur Bildung zweier Stables, die sich in das Team Total Divas, dem auch Fox angehörte, und einem neu aufgestellten Team B.A.D. Die Fehde wurde bei einem 10-Diva-Tag-Team-Match in der Preshow von WrestleMania 32 beigelegt.
2016 wurde sie wieder zu WWE Raw gedraftet und war ab Ende 2016 Teil der Show 205 Live, wo sie eine Kayfabe-Beziehung zu Cedric Alexander unterhielt. Nachdem sie ihn jedoch hintergangen hatte, wurde sie das neue Valet für seinen Konkurrenten Noam Dar. Die Fehde endete schließlich mit einem Sieg Alexanders im Juli, der auch zum Bruch von Fox und Dar führte. Den Rest des Jahres 2017 hatte sie mehrere Matches, die sie jedoch meist verlieren musste. Ursprünglich sollte sie am ersten Frauen-Royal Rumble 2018 teilnehmen, war jedoch zu dieser Zeit verletzt und musste aussetzen. Ursprünglich war sie auch für die erste Staffel von Mixed Match Challenge als Partner von Goldust vorgesehen, wurde wegen ihrer Verletzung aber durch Mandy Rose ersetzt.
Nach dieser Auszeit kehrte sie am 25. Juni 2018 bei WWE Raw zurück. Kurze Zeit später war sie die erste Gegnerin von Ronda Rousey in deren erstem Einzelmatch. Dieses Match bei Raw war zugleich der einzige Main Event in Crawfords Wrestling-Karriere als Alicia Fox. Es folgte eine Fehde gegen Trish Stratus und Lita. Anschließend ersetzte sie Alexa Bliss als Partnerin von Jinder Mahal in der zweiten Staffel der Mixed Match Challenge. Die beiden kamen bis zum Finale, wo sie sich Carmella und R-Truth geschlagen geben mussten. Anschließend teamte sie vor allem mit Mickie James.
Am 27. Januar 2019 trat sie beim Royal Rumble auf, eliminierte Maria Kanellis und wurde nach sechs Minuten selbst von Ruby Riott eliminiert. Am 10. Februar 2019 trat Alicia Fox betrunken bei einem Live-Event auf. Dieser Vorfall führte zur Entlassung von WWE-Producer Arn Anderson, der sie trotz ihres Zustandes in den Ring ließ. Die WWE bot Alicia Fox eine Rehabilitations-Maßnahme an, dies lehnte sie jedoch ab und verschwand für eine längere Zeit aus den Shows. Im April 2019 trat sie bei WrestleMania Axxess auf, anschließend gab es noch ein Match bei Raw gegen Becky Lynch und eines mit Tamina gegen Billie Kay und Peyton Royce, die sie beide verlor. Beim SummerSlam-Wochenende legte sie sich offenbar betrunken mit einem Fan an und wurde daraufhin von der WWE nach Hause geschickt. Danach begab sich Crawford in eine Therapie, um ihren Alkoholismus zu beenden. Nachdem ihr Status mit WWE lange ungeklärt war, wurde ihr Profil im Oktober 2019 stillschweigend in die Alumni-Sektion der WWE-Website verschoben, ein Zeichen, dass ihr Vertrag mit der WWE aufgelöst wurde.
Am 31. Januar 2021 kehrte sie im Rahmen des Royal Rumble Matches, für eine Nacht zur WWE zurück. Sie gewann während des Matches den WWE 24/7 Championship, hierfür besiegte sie R-Truth. Den Titel verlor sie jedoch zwei Minuten später an R-Truth zurück.

## Präsenz außerhalb der Wrestling-Shows
Fox hatte mehrere Gastauftritte in der Reality-TV-Show Total Divas während der ersten beiden Staffeln, die ab Juli 2013 ausgestrahlt worden sind. Am 20. Oktober 2014 wurde bekannt gegeben, dass Alicia Fox ab der zweiten Hälfte der dritten Staffel zum Hauptcast von Total Divas gehört.
Fox gab ihr Schauspieldebüt als Gast in zwei Folgen der Syfy-Serie Dominion, die im Juli 2015 ausgestrahlt wurde.
Sie ist in sieben WWE-Videospielen vertreten. Sie gab ihr In-Game-Debüt in WWE SmackDown vs Raw 2011.
Im Juli 2017 wurde bekannt, dass Fox ein Teil der WWE-Fashion-Dolls Reihe von Mattel sein wird.

## Wrestling-Erfolge
Ohio Valley Wrestling
- OVW Women’s Championship (1×)

Pro Wrestling Illustrated
- Nr. 17 der besten 50 weiblichen Wrestler 2010[22]

World Wrestling Entertainment
- WWE Divas Championship (1×)
- WWE 24/7 Championship (1×)

Wrestling Observer Newsletter
- Worst Feud of the Year (2015) Team PCB vs. Team B.A.D. vs. Team Bella[23]
- Worst Worked Match of the Year (2013) mit AJ Lee, Aksana, Kaitlyn, Rosa Mendes, Summer Rae und Tamina Snuka vs. Brie Bella, Cameron, Eva Marie, JoJo, Naomi, Natalya und Nikki Bella (24. November)[24]